# Hölzlers Tobel
Hölzlers Tobel ist ein mit Verordnung vom 29. April 1966 ausgewiesenes Naturschutzgebiet (NSG-00085.01) auf dem Gebiet der bayerischen Gemeinde Buchenberg im Landkreis Oberallgäu in Deutschland. Der Tobel westlich des Naturschutzgebietes ist als Hölzlertobel bekannt.

## Lage
Das gut sechs Hektar große Naturschutzgebiet Hölzlers Tobel gehört zum Naturraum Iller-Vorberge. Es liegt etwa einen Kilometer nördlich der Ortsmitte Buchenbergs auf einer Höhe zwischen rund 820 m ü. NHN und 880 m ü. NHN. Das Naturschutzgebiet befindet sich östlich des Hölzlertobels und wird von dem Wanderweg durch den Tobel nur am Nordende gestreift. Durch den Hölzlertobel fließt die Große Rottach.

## Schutzzweck
Wesentlicher Schutzzweck ist die Erhaltung des Struktur- und Artenreichtums im Ahorn-Eschen-Schluchtwald und am hochstaudenreichen Erlen-Eschen-Ahorn-Ufersaum.
- Siehe auch: Liste der Naturschutzgebiete in Bayern